# جفت‌شدن هیرائو
جفت‌شدن هیرائو (به انگلیسی: Hirao coupling) (که با نام واکنش هیرائو یا جفت‌شدن متقاطع هیرائو نیز شناخته می‌شود) واکنشی شیمیایی شامل جفت‌شدن کاتالیز شده به وسیله پالادیم یک دی‌الکیل فسفیت و یک آریل هالید برای تشکیل یک فسفونات است. این واکنش به نام توشیکازو هیرائو نامگذاری شده و با واکنش مایکلز–آربوزوف مرتبط است. برخلاف واکنش کلاسیک مایکلز–آربوزوف، که برای آلکیل فسفونات‌ها با محدودیت مواجه است، جفت‌شدن هیرائو می‌تواند آریل فسفونات‌ها را ایجاد نماید.